# Krzysztof Lukas
Krzysztof Lukas (* 28. června 1974, Havířov) je polský varhaník a pedagog.
Koncertoval v řadě zemí Evropy, Asie a severní Afriky. Pravidelně účinkuje ve Stuttgartu. Působí jako pedagog na Hudební akademii v Katovicích.
Jeho bratrem je teolog Ireneusz Lukas.